# Aero A-32
De Aero A-32 is een Tsjechoslowaakse dubbeldekker tactische bommenwerper en verkenningsvliegtuig gebouwd door Aero voor leger-luchtmacht gecombineerde operaties. De A-32 is afgeleid van de A-11 en was zelf eerst A-11J gedoopt. Toch zijn er grote aanpassingen gedaan om de A-32 bruikbaar te maken voor de nieuwe laag vliegende rol.
Net als de A-11 werd ook de A-32 geëxporteerd naar Finland. De Finse luchtmacht kocht 16 toestellen van de types A-32IF en A-32GR, zij dienden hun grootste tijd als lesvliegtuigen. In Finland droegen zij de registratie nummers; AEj-49 tot en met AEj-64. Op z’n minst één A-32 bestaat nog, in het Finse luchtmachtmuseum staat deze sinds 2003 in opslag, het toestel is niet in complete staat.
Een totaal van 116 toestellen is gebouwd. De eerste vlucht vond plaats in 1927. De Finse versies werden in 1944 uit dienst genomen.

## Versies
- A-32IF; Een aanvalsversie voor de Finse luchtmacht, aangedreven met een 336 kW (450 pk) Isotta Fraschini Asso Cassia zuigermotor.
- A-32GR; Een aanvalsversie voor de Finse luchtmacht, aangedreven met een 336 kW (450 pk) Gnome et Rhône gebouwde Bristol Jupiter stermotor.
- Ap-32; Een verbeterde versie voor de Tsjechoslowaakse luchtmacht. Ook bekend als Apb-32.

## Specificaties
- Bemanning: 2
- Lengte: 8,20 m
- Spanwijdte: 12,40 m
- Hoogte: 3,10 m
- Vleugeloppervlak: 36,5 m2
- Leeggewicht: 1 046 kg
- Volgewicht: 1 917 kg
- Motor: 1× door Gnome et Rhône gebouwde Bristol Jupiter stermotor, 313 kW (420 pk)
- Maximumsnelheid: 226 km/h
- Vliegbereik: 420 km
- Plafond: 5 500 m
- Klimsnelheid: 171 m/min
- Bewapening:
  - 2× vooruitvurende .303 Vickers-machinegeweren
  - 2× .303 Lewis-machinegeweren in een draaibare houder
  - Tot 12× 10 kg aan bommen

## Gebruikers
- Tsjechoslowakije
- Finland